# کلیوو لین
کلیوو لین (انگلیسی: Cleo Laine؛ ۲۸ اکتبر ۱۹۲۷ – ۲۴ ژوئیهٔ ۲۰۲۵) موسیقی‌دان، خواننده و بازیگر اهل بریتانیا بود. لین به خاطر آوازهای رکیک خود شناخته می‌شد. او همسر آهنگساز و نوازنده جاز، سر جان دانکورث، و مادر نوازنده گیتار بیس، الک دانکورث، و خواننده، جکی دانکورث، بود. لین با تک‌آهنگ‌هایی مانند «به من پاسخ خواهی داد» به موفقیت چشمگیری دست یافت و در طیف وسیعی از تولیدات تئاتر موزیکال ظاهر شد. او جوایز و افتخارات متعددی از جمله نشان امپراتوری بریتانیا (OBE) در سال ۱۹۷۹ و جایزه گرمی در سال ۱۹۸۶ دریافت کرد. او در سال ۱۹۹۷ به مقام بانو (Dame) رسید. وی از دههٔ ۱۹۵۰ میلادی تا سال ۲۰۱۸ میلادی مشغول فعالیت بود.